# Réchésy
Réchésy (deutsch früher Röschlach oder Röschlitz) ist eine französische Gemeinde im Département Territoire de Belfort in der Region Bourgogne-Franche-Comté.

## Geographie
Réchésy liegt auf 436 m Meereshöhe, acht Kilometer östlich von Delle (Dettenried) und etwa 24 Kilometer südöstlich der Stadt Belfort (Luftlinie). Das Dorf erstreckt sich im Übergangsbereich zwischen dem Flachland der Burgundischen Pforte und den nördlichen Ausläufern des Juras, auf dem Plateau nördlich des Mont und des Tals der Vendline, nahe der Grenze zur Schweiz. Réchésy ist die östlichste Gemeinde des Départements Territoire de Belfort.

Die Fläche des 12,61 km² großen Gemeindegebiets umfasst einen Abschnitt der leicht gewellten Landschaft im Bereich der Burgundischen Pforte (Trouée de Belfort). Der südliche Teil des Gebietes wird in Südost-Nordwest-Richtung von der bis zu 300 m breiten Talniederung der Vendline durchquert, welche für die Entwässerung nach Westen über die Coeuvatte zur Allaine sorgt. Flankiert wird das Tal im Süden vom dicht bewaldeten Höhenrücken des Mont, auf dem mit 552 m die höchste Erhebung von Réchésy erreicht wird. Im Südosten, östlich des Vendline-Tals, befindet sich die Waldhöhe der Côte (504 m) mit dem Borne des Trois Puissances, wo sich das Dreiländereck befand als das Elsass zu Deutschland gehörte.
Nach Norden erstreckt sich das Gemeindeareal auf das weite Plateau der Burgundischen Pforte, das durchschnittlich auf 420 m liegt. Es ist überwiegend mit Acker- und Wiesland bedeckt, zeigt aber auch einige größere Waldflächen. In Mulden- und Tallagen befinden sich zahlreiche Weiher, die für die Fischzucht angelegt wurden. Ganz im Norden reicht das Areal in den Banbois und nach Nordosten bis ins Quellgebiet der Suarcine (Schwertzelen). Die östliche Abgrenzung bildet der Bois de Gerschwiller (Gerschweiler Wald), der auch die Wasserscheide zwischen den Einzugsgebieten des Mittelmeers (über die Flüsse Doubs und Rhone) und der Nordsee (über die Flüsse Ill und Rhein) markiert.
Nachbargemeinden von Réchésy sind Courcelles und Courtelevant im Westen, Lepuix-Neuf und Ueberstrass im Norden, Seppois-le-Bas und Pfetterhouse im Osten sowie die schweizerischen Gemeinden Basse-Vendline und Damphreux-Lugnez im Süden.

## Geschichte
Erstmals urkundlich erwähnt wird Réchésy im Jahr 1291 unter dem Namen Raschesi. Im weiteren Verlauf sind die Bezeichnungen Röchelis (1302) und Röschelim (1440) überliefert. In der ersten Hälfte des 14. Jahrhunderts gelangte das Dorf unter die Oberhoheit der Habsburger. Es war Teil der Herrschaft Florimont und bildete seit dem 14. Jahrhundert eine eigene Pfarrei.

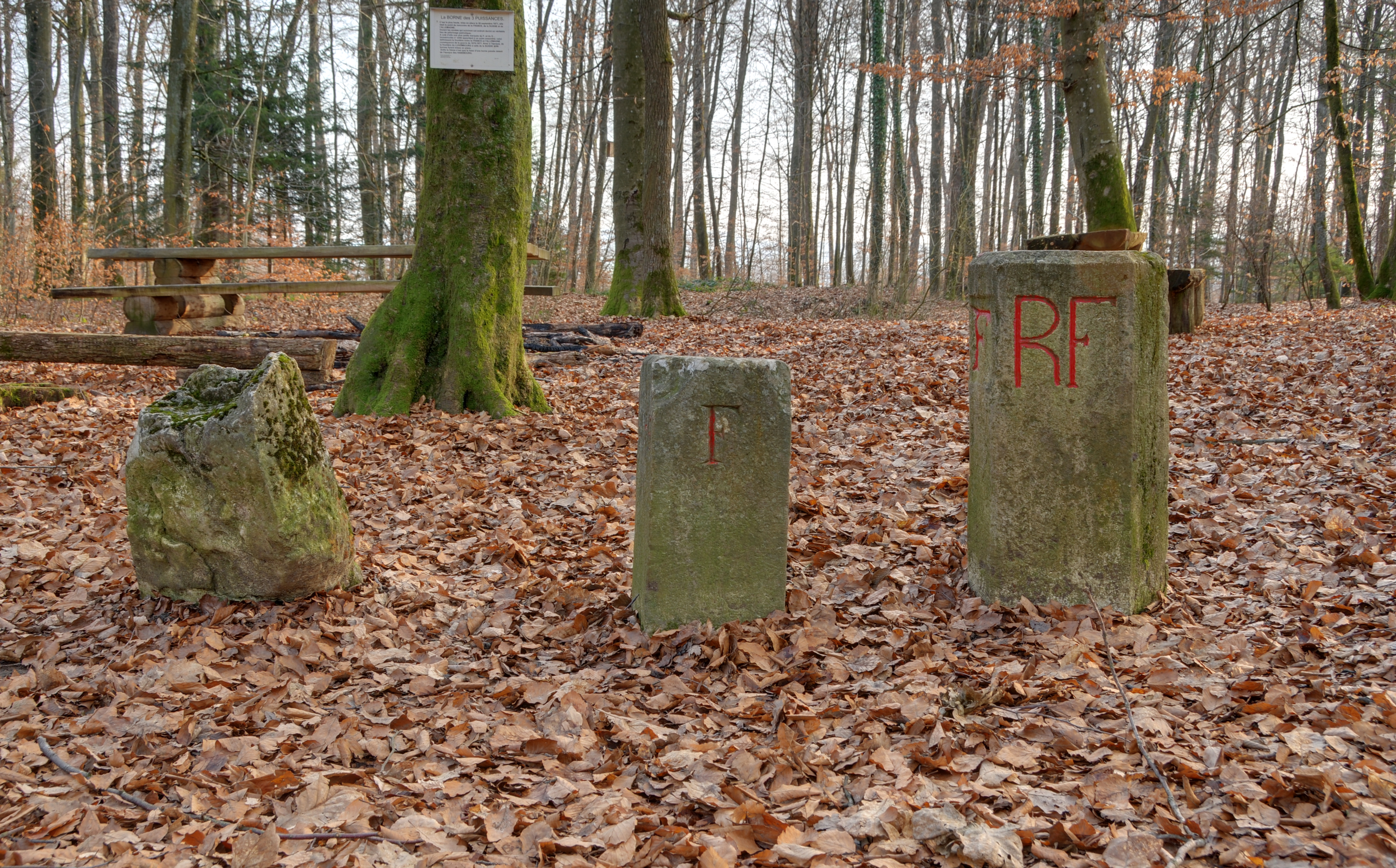
Borne des trois puissances

Zusammen mit dem Sundgau kam Réchésy mit dem Westfälischen Frieden 1648 an die französische Krone. Seit 1793 gehörte das Dorf zum Département Haut-Rhin, verblieb jedoch 1871 als Teil des Territoire de Belfort im Gegensatz zum restlichen Elsass bei Frankreich. Während 44 Jahren lag Réchésy in der Folge direkt am Dreiländereck Frankreichs, des Deutschen Reiches (zu dem das Elsass gehörte) und der Schweiz, wovon der Grenzstein borne des trois puissances noch heute zeugt. Durch eine Bahnlinie, die von Belfort nach Réchésy führte, wurde das Dorf 1913 an das französische Eisenbahnnetz angebunden. Der Betrieb wurde jedoch 1948 wieder eingestellt. Im November 1944 wurden im Gebiet von Réchésy, Suarce und Lepuix-Neuf heftige Kämpfe zwischen den Alliierten und den deutschen Truppen ausgetragen.

## Sehenswürdigkeiten
Die Dorfkirche Saint-Jean-Baptiste wurde von Diogène Poisat (1818–1881) um 1850 neu erbaut. Aus dem 17. Jahrhundert stammt die Friedhofskapelle, die einen Barockaltar besitzt. Der alte Ortskern ist geprägt durch Fachwerkhäuser im traditionellen oberelsässischen Stil des 18. und 19. Jahrhunderts. Südlich des Dorfes im Wald auf 535 m über dem Meer, 50 m vor der Schweizer Grenze steht die Kapelle Notre-Dame-du-Mont.
Siehe auch: Liste der Monuments historiques in Réchésy

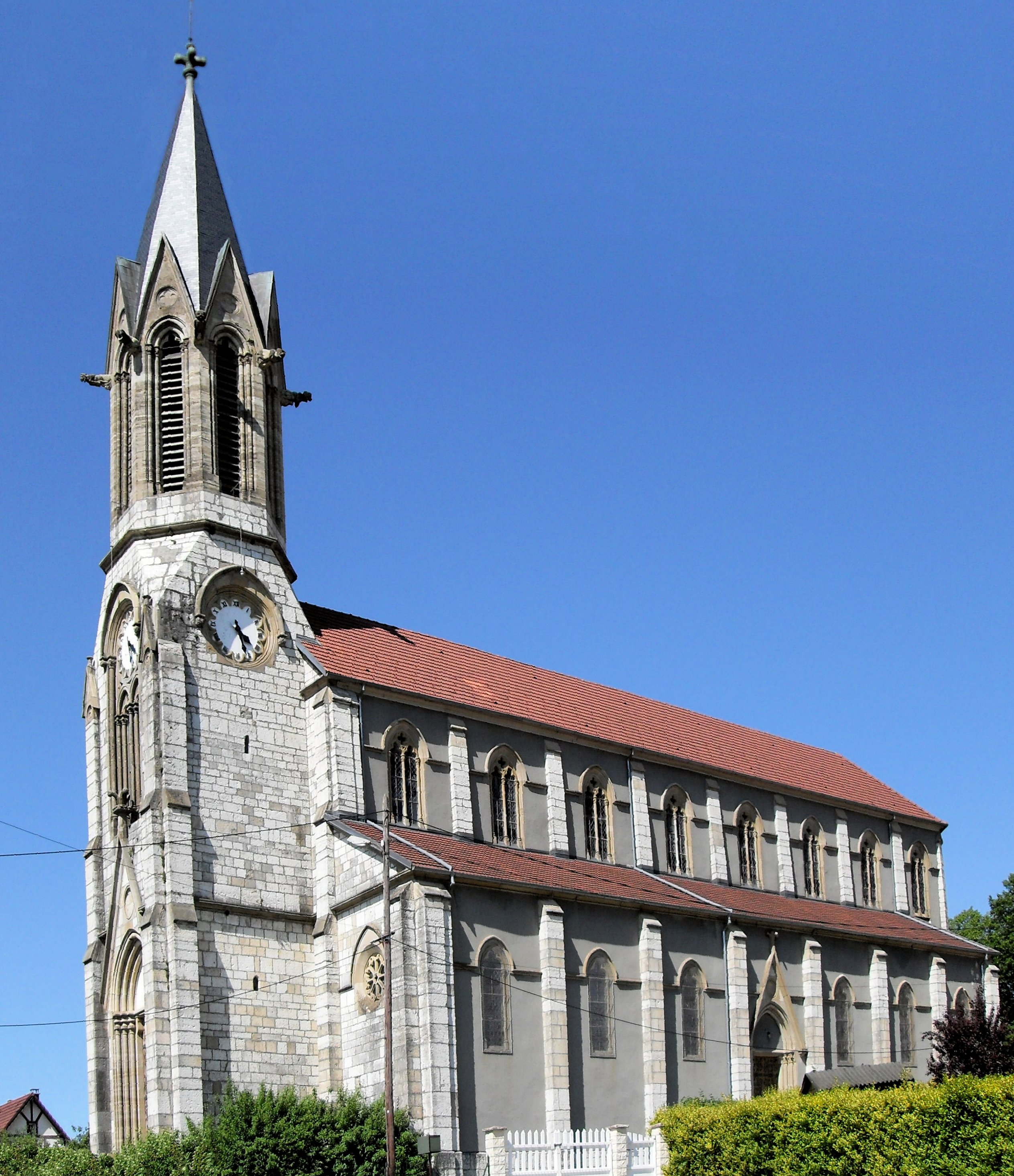
Kirche Saint-Jean-Baptiste

## Bevölkerung
| Jahr      | 1962 | 1968 | 1975 | 1982 | 1990 | 1999 | 2007 | 2020 |
| Einwohner | 616  | 649  | 725  | 700  | 720  | 761  | 781  | 767  |

Mit 765 Einwohnern (1. Januar 2022) gehört Réchésy zu den kleinen Gemeinden des Départements Territoire de Belfort. Nachdem die Einwohnerzahl in der ersten Hälfte des 20. Jahrhunderts deutlich abgenommen hatte (1896 wurden noch 1004 Personen gezählt), wurde vor allem von 1950 bis 1970 wieder ein Bevölkerungswachstum verzeichnet. Seit 1975 verblieb die Einwohnerzahl auf nahezu konstantem Niveau.

## Wirtschaft und Infrastruktur
Réchésy war bis weit ins 20. Jahrhundert hinein ein vorwiegend durch die Landwirtschaft (Ackerbau, Obstbau und Viehzucht), die Fischzucht und die Forstwirtschaft geprägtes Dorf. Daneben gibt es heute einige Betriebe des lokalen Kleingewerbes, unter anderem im Bereich der mechanischen Industrie. Mittlerweile hat sich das Dorf zu einer Wohngemeinde gewandelt. Viele Erwerbstätige sind deshalb Wegpendler, die in den größeren Ortschaften der Umgebung und in der Agglomeration Belfort ihrer Arbeit nachgehen.
Die Ortschaft liegt abseits der größeren Straßenverbindungen an einer Departementsstraße, die von Courtelevant nach Ferrette führt. Weitere Straßenverbindungen bestehen mit Lepuix-Neuf, Seppois-le-Bas, Courcelles und Beurnevésin.